# Castello di Bominaco
El Castello di Bominaco (Italiano para castillo de Bominaco)  es un castillo de origen medieval, en la población de Bominaco, Provincia de L'Aquila (Abruzzo), en Italia.

## Historia
El castillo de Bominaco se levanta por encima de la iglesia de Santa Maria Assunta y el oratorio de San Pellegrino, en una posición que controla el altiplano de Navelli.
La estructura original fue construida antes del siglo XII, pero su aspecto actual viene de la destrucción del castillo anterior por Braccio da Montone en 1424 y su reconstrucción por el señor feudal de Bominaco Cyprian de Iacobuccio de Forfona, con permiso del Papa Martin V.

## Arquitectura
La cortina del castillo es trapezoidal, con torres cuadradas, en el medio. El punto más alto del recinto está defendido por una torre cilíndrica.
Su interior incluye todavía los restos de estructuras de mampostería albergada en el tiempo de la construcción.